# مایک ماگی (فوتبال)
مایک ماگی (انگلیسی: Mike Magee؛ زادهٔ ۲ سپتامبر ۱۹۸۴) یک بازیکن فوتبال اهل ایالات متحده آمریکا است.